# 붓꼬리나무두더지
붓꼬리나무두더지 또는 붓꼬리투파이아(학명:Ptilocercus lowii)는 붓꼬리나무두더지과(Ptilocercidae)에 속하는 나무두더지의 일종이다. 인도네시아와 말레이시아 그리고 태국에서 발견된다. 붓꼬리나무두더지과와 붓꼬리나무두더지속(Ptilocercus)의 유일한 종이다. 다른 나머지 나무두더지들은 모두 투파이아과(Tupaiidae)에 속한다.